# Corysandre
 (octobre 2015).
Si vous disposez d'ouvrages ou d'articles de référence ou si vous connaissez des sites web de qualité traitant du thème abordé ici, merci de compléter l'article en donnant les références utiles à sa vérifiabilité et en les liant à la section « Notes et références ».
Corysandre est un roman d'Hector Malot publié en 1880.

## Résumé
Le duc de Naurouse revient en Europe après plusieurs années à parcourir le monde. Il s’installe alors dans une station balnéaire à la mode où il se fait vite remarquer car il peut dépenser des sommes énormes au jeu.
Il faut dire que son conseil judiciaire a été levé et qu’il peut donc disposer librement de sa fortune.
Il rencontre une jeune fille dont il tombe amoureux. Sa mère qui ne cherche pour elle qu’un mari riche, quel qu’il soit s’empresse d’essayer de le faire se déclarer. Néanmoins il ne veut pas trop s’engager car il est d’une noble famille et veut faire prendre des informations sur la famille de la jeune fille. Il commence par recevoir une dépêche de ses amis d’Amériques lui indiquant que la jeune fille est « mariable » mais qu’il ferait mieux d’attendre de plus amples informations qui suivent dans un courrier. Il se déclare donc à la jeune fille, mais lorsqu’il reçoit la lettre il revient en arrière en disant qu’il ne peut pas se marier, pour l’honneur de son nom. En effet, la mère a été une femme de petite vertu, et même si le père, aujourd’hui décédé, était un homme honnête cela ne lui permet pas de donner son nom à la fille.
La fille qui l’aime serait prête de se contenter d’être sa maitresse, mais sa mère ne peut s’en accommoder ayant trop besoin de l’argent que lui procurerait un riche mariage. Elle tend alors un piège à sa fille en la suivant alors qu’elle se rend chez Naurouse. Elle la fait surprendre par un commissaire de police et menace Naurouse d’un procès. Il faut dire qu’à cette époque, détourner une fille de moins de 16 ans est passible des galères à perpétuité.
En réalité la jeune fille a 17 ans, mais cela ne rend pas pour cela toute poursuite caduque. Néanmoins Naurouse sait bien que la mère ne peut pas lui faire un procès car si cela le faisait condamner, cela rendrait aussi sa fille non mariable et c’est bien la dernière chose qu’elle veut.
Elle fait alors cloitrer sa fille dans un couvent et se débrouille pour qu’il ne puisse plus la voir. Elle cherche alors à la faire épouser par quelqu’un d’autre.
Naurouse est anéantie par cette séparation et sa santé, déjà fragile ne s’en remet pas. En quelques mois il meurt. Son grand-père pense alors qu’il va pouvoir hériter de son nom et de son titre ainsi que de sa fortune. Naurouse pour l’empêcher a fait un testament ou il laisse tout à la fille de son ami et médecin. Pour que se testament soit valide il a pris soin, dès avant sa maladie, de changer de médecin car un malade ne peut rien léger à son médecin ni à la famille de ce dernier. Normalement cela devrait suffire à mettre ses biens à l’abri de la cupidité de son grand-père, mais celui-ci promet de porter l’affaire devant les tribunaux.